# Don't Look Back – The Very Best of The Korgis
Don't Look Back – The Very Best of The Korgis è il sesto album di raccolta del gruppo musicale britannico The Korgis, pubblicato il 5 agosto 2003.

## Tracce

### Disco 1
1. Young 'n' Russian – 3:12
2. If I Had You – 3:55
3. I Just Can't Help It – 3:43
4. Chinese Girl – 2:19
5. Art School Annexe – 3:37
6. Boots and Shoes – 4:32
7. Dirty Postcards – 4:45
8. O Maxine – 2:39
9. Mount Everest Sings the Blues – 2:32
10. Cold Tea – 3:50
11. Silent Running – 3:05
12. Love Ain't Too Far Away – 3:29
13. Perfect Hostess – 3:21
14. Drawn and Quartered – 3:20
15. Everybody's Got to Learn Sometime (versione originale) – 4:15
16. Intimate – 3:08
17. It's No Good Unless You Love Me – 3:24

### Disco 2
1. If It's Alright With You Baby – 3:45
2. Dumb Waiters – 2:42
3. Rover's Return – 3:34
4. Everybody's Got to Learn Sometime (alternate version) – 4:22
5. That Was My Big Mistake – 4:17
6. All the Love in the World – 3:40
7. Sticky George – 3:36
8. Can't We Be Friends Now – 4:01
9. Foolishness of Love – 3:31
10. Domestic Bliss – 3:15
11. Nowhere to Run – 5:17
12. Contraband – 3:18
13. Don't Say That It's Over – 2:50
14. Living on the Rocks – 3:32
15. Don't Look Back – 4:12
16. Xenophobia – 2:27
17. Everybody's Gotta Learn Sometime (DNA '93 Housey 7" remix) – 3:51